# Gianni Vattimo
Gianteresio Vattimo, dit Gianni Vattimo, est un philosophe et homme politique italien né le 4 janvier 1936 à Turin (Piémont) et mort le 19 septembre 2023 à Rivoli (Piémont).
Il se réclame du courant postmoderne et est le théoricien de la « pensée faible ».

## Biographie
Né à Turin d'une mère couturière et d'un père policier calabrais décédé alors que Gianni Vattimo n'est âgé que d'un an et demi, il a une sœur de huit ans son aînée. Pendant la guerre, en 1943, il déménage avec sa famille en Calabre avant de revenir à Turin en septembre 1945.
Étudiant du prestigieux lycée classique Vincenzo Gioberti, il est actif dans la Jeunesse Étudiante de l'Action Catholique et collabore avec Quartodora, le magazine du mouvement dirigé par Michele L. Straniero. Élève de Luigi Pareyson et d'Umberto Eco (avec qui il partageait amitié et intérêts), il obtient son diplôme de philosophie en 1959 à Turin. 
Dans les années cinquante, il travaille sur les programmes culturels de la chaîne Rai. Il se spécialise à Heidelberg (Allemagne), avec les philosophes Karl Löwith et Hans Georg Gadamer, dont il introduit l'œuvre en Italie. En 1964, il est professeur titulaire et, en 1969, professeur d’esthétique à l’Université de Turin, où il est doyen dans les années soixante-dix de la faculté de littérature et de philosophie. 
De 1982 à 2008, il est professeur de philosophie théorique à la même université. Il est ensuite nommé professeur émérite, titre qui, à l'avenir, n'exclut aucune activité d'enseignement dans cette université.
Il enseigne en tant que professeur invité aux États-Unis et organise des séminaires dans différentes universités du monde. Il est directeur de la Revue d'esthétique, membre de comités scientifiques de divers magazines italiens et étrangers, membre correspondant de l'Académie des sciences de Turin, ainsi que chroniqueur pour les journaux La Stampa et La Repubblica ainsi que pour l'hebdomadaire L'Espresso. 
Il dirige le magazine Tropos. Rivista di ermeneutica e critica filosofica (publié par Aracne Editrice). Pour ses travaux, il reçoit des titres honorifiques des universités de La Plata, Palerme, Madrid et de Lima. Il est conférencier à plusieurs reprises à Vacances de l'Esprit (1995, 1997 et 2004).
Il exerce des activités politiques dans diverses formations : d'abord au Parti radical, puis à l'Alliance pour Turin, ensuite pour les Démocrates de gauche (du 25 avril 1999 au 30 janvier 2004) pour lesquels il est parlementaire européen, et enfin au Parti des communistes italiens. En 2005, il est désigné à la tête d'une liste municipale d'une commune calabraise, San Giovanni in Fiore, pour lutter contre la « dégénérescence intellectuelle » sévissant dans ce pays, mais ne réussit pas à atteindre le second tour.
Le 30 mars 2009, il est candidat aux élections du Parlement européen sur les listes d'Italie des valeurs d'Antonio Di Pietro (il rappelle toutefois ses origines communistes). Il est élu dans la circonscription du Nord-Ouest.
Le 21 janvier 2015, date anniversaire de la fondation du Parti communiste italien, il annonce son adhésion au Parti communiste.
Vattimo est ouvertement homosexuel, et catholique déclaré. C'est par la lecture des livres de René Girard qu'il a décidé de se convertir, même s'il n'est pas sûr de suivre exactement la même ligne que l'anthropologue français.

## Pensée
Dans ses travaux, Gianni Vattimo traite de l'ontologie herméneutique contemporaine et propose sa propre interprétation, qu'il appelle pensée faible, par contraste avec les différentes formes de pensée forte du XIXe et XXe siècles : l'hégélianisme avec sa dialectique, le marxisme, la phénoménologie, la psychanalyse, le structuralisme. Chacun de ces mouvements a été proposé comme le dépassement de positions philosophiques antérieures et la révélation de leurs erreurs. Mais chaque fois, l’erreur, selon Vattimo, consisterait précisément dans ce geste théorique. Il n'y a pas de nouveaux commencements, l'erreur consiste précisément dans le désir de refonder le  « fundamenta inconcussa » qui ne peut exister. 
La « pensée faible », en revanche, est une attitude postmoderne qui accepte le poids de « l'erreur », c'est-à-dire du transitoire, de l'éphémère, de tout ce qui est historique et humain. C'est la notion de vérité qui doit être modelée sur la dimension humaine et non l'inverse.

### La pensée faible
Selon Vattimo, une « pensée faible » est la clé de la démocratisation de la société, de la réduction de la violence et de la propagation du pluralisme et de la tolérance. 
Pour cette raison, il faut rappeler l'importance chez lui de la notion de nihilisme, qui renvoie à l'héritage de Nietzsche et Heidegger et se fixe à divers thèmes « vattimiens » (comme l'éthique, la politique, la religion - surtout l'affaiblissement de Dieu - et la théorie de la communication). Avec ses œuvres les plus récentes (notamment Credere di credere, trad. fr. Espérer croire), il affirme que sa propre pensée est une authentique philosophie chrétienne de la postmodernité.
S'inspirant de la vision chrétienne de Luigi Pareyson et du théologien Sergio Quinzio, Vattimo réfute l’identification de Dieu dans l’être rationnel, telle que la conçoit la tradition philosophique occidentale. De Pareyson et Quinzio, cependant, il ne partage pas la vision religieuse tragique. Inspiré par les travaux de l'anthropologue français René Girard, Vattimo lit l'histoire du Christ comme un rejet de tout sacrifice, avant tout humain et existentiel. La kénose divine participe selon lui du dévoilement au cours de l'histoire de la liberté humaine et de la paix.
Les dernières positions du philosophe représentent un tournant, tant dans son approche philosophique de l'interprétation du présent que dans le champ de l'activité politique. En 2004, il quitte le parti démocrate de la gauche pour embrasser le marxisme, réévaluant de manière positive l'authenticité et la validité des principes marxistes, dans l'espoir d'un « retour » à la pensée du philosophe de Trèves et à un communisme purgé de l'exemple soviétique qu'il faut surmonter dialectiquement. Bien que le tournant puisse paraître contradictoire avec les positions précédentes, Vattimo affirme une continuité avec le processus de recherche sur la « pensée faible », tout en admettant le changement de « plusieurs de ses idées ». C'est le philosophe lui-même qui parle d'un « Marx affaibli  » ou d'une base idéologique capable d'illustrer la vraie nature du communisme et adaptée dans la pratique politique pour surmonter toutes sortes de modestie libérale. L’approche du marxisme apparaît ainsi comme une étape dans le développement de la pensée faible, enrichie en pratique par une perspective politique concrète.

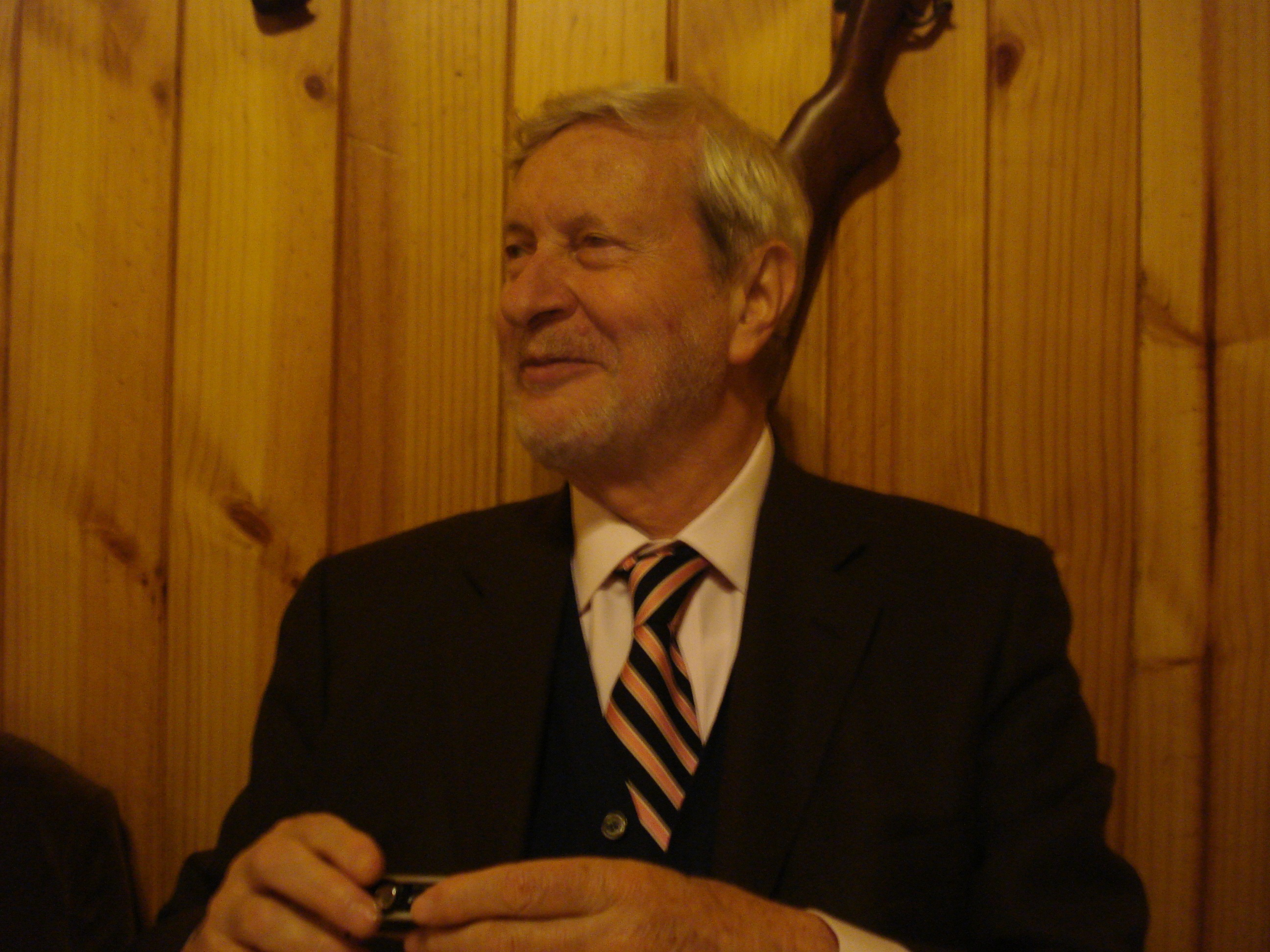
Vattimo à Lima (Pérou) en 2010.

## Œuvres principales

### Ouvrages en italien
- Il concetto di fare in Aristotele, Giappichelli, Turin, 1961
- Essere, storia e linguaggio in Heidegger, Filosofia, Turin, 1963
- Ipotesi su Nietzsche, Giappichelli, Turin, 1967
- Poesia e ontologia, Mursia, Milan, 1968
- Schleiermacher, filosofo dell'interpretazione, Mursia, Milan, 1968]
- Introduzione ad Heidegger, Laterza, Rome-Bari, 1971
- Il soggetto e la maschera, Bompiani, Milan, 1974
- Le avventure della differenza, Garzanti, Milan, 1980
- Al di là del soggetto, Feltrinelli, Milan, 1981
- Il pensiero debole, Feltrinelli, Milan, 1983 (avec P. A. Rovatti)
- La fine della modernità, Garzanti, Milan, 1985
- Introduzione a Nietzsche, Laterza, Rome-Bari, 1985
- La società trasparente, Garzanti, Milan, 1989
- Etica dell'interpretazione, Rosenberg & Sellier, Turin, 1989
- Filosofia al presente, Garzanti, Milan, 1990
- Oltre l'interpretazione, Laterza, Rome-Bari, 1994
- Credere di credere, Garzanti, Milan, 1996
- Vocazione e responsabilità del filosofo, Il Melangolo, Gênes, 2000
- Dialogo con Nietzsche. Saggi 1961-2000, Garzanti, Milan, 2001
- Dopo la cristianità. Per un cristianesimo non religioso, Garzanti, Milan, 2002
- Nichilismo ed emancipazione. Etica, politica e diritto, a cura di S. Zabala, Garzanti, Milan, 2003
- Il Futuro della Religione, avec Richard Rorty. A cura di S. Zabala, Garzanti, Milan, 2005
- Verità o fede debole. Dialogo su cristianesimo e relativismo, avec René Girard. A cura di P. Antonello, Transeuropa Edizioni, Massa, 2006
- Non essere Dio. Un'autobiografia a quattro mani, avec Piergiorgio Paterlini, Aliberti, Reggio Emilia, 2006
- Ecce comu. Come si ri-diventa ciò che si era, Fazi, Rome, 2007
- Addio alla Verità, Meltemi, 2009
- Introduzione all'estetica, Edizioni ETS, Pisa 2010
- Magnificat. Un'idea di montagna, Vivalda, 2011
- Della realtà, Garzanti, Milan, 2012

### Ouvrages en anglais
- Hermeneutic Communism: From Heidegger to Marx, avec Santiago Zabala, Columbia University Press, 2011
- Deconstructing Zionism: A Critique of Political Metaphysics, « How to Become an Anti-Zionist », edited by Gianni Vattimo and Michael Marder, Bloomsbury, 2014

### Ouvrages traduits en français
- Introduction à Heidegger [« Introduzione ad Heidegger »], Cerf, coll. « La nuit surveillée », 1985, 186 p. (ISBN 978-2-204-02397-9)
- Les Aventures de la différence [« Le avventure della differenza »], Les Éditions de Minuit, coll. « Critique », 1985, 203 p. (ISBN 978-2-7073-1049-1)
- La fin de la modernité : Nihilisme et herméneutique dans la culture post-moderne [« La fine della modernità »], Seuil, coll. « L'ordre philosophique », 1987, 184 p. (ISBN 978-2-02-009608-9)
- Éthique de l'interprétation [« Etica dell'interpretazione »], La Découverte, coll. « L'ordre philosophique », 1991, 231 p. (ISBN 978-2-7071-2020-5)
- Introduction à Nietzsche [« Introduzione a Nietzsche »], De Boeck, 1992, 144 p. (ISBN 978-2-8041-1482-4)
- Au-delà de l'interprétation. La signification de l'herméneutique pour la philosophie [" Oltre l' interpretazione. Il significato dell' ermeneutica per la filosofia "], De Boeck, 1997, 111 p.
- Espérer croire : Nihilisme et herméneutique dans la culture post-moderne [« Credere di credere »], Seuil, coll. « La Couleur des idées », 1998, 112 p. (ISBN 978-2-02-030410-8)
- Après la chrétienté : Pour un Christianisme non religieux [« Dopo la cristianità. Per un cristianesimo non religioso »], Calmann-Lévy, coll. « L'ordre philosophique », 2004, 202 p. (ISBN 978-2-7021-3432-0)